# Campello sul Clitunno
Campello sul Clitunno ist eine italienische Gemeinde mit 2323 Einwohnern (Stand 31. Dezember 2023) in der Provinz Perugia in der Region Umbrien.

## Geografie
Die Gemeinde erstreckt sich über etwa 50 km². Die Gemeinde liegt etwa 54 Kilometer südöstlich von Perugia am Fluss Clitunno und an der Römerstraße Via Flaminia. Sie ist Teil der Gemeinschaft Città dell’Olio. Die Gemeinde liegt in der klimatischen Einordnung italienischer Gemeinden in der Zone D, 2085 GR/G.
Die Nachbargemeinden sind Cerreto di Spoleto, Sellano, Spoleto, Trevi und Vallo di Nera.

### Ortsteile
Die Ortsteile (Frazioni) sind Acera, Agliano, Campello Alto, Fontanelle, La Bianca, Lenano, Pettino, Pissignano, Spina Nuova und Villa.
- Acera, Ortsteil am Monte Maggiore (1430 Meter) bei 972 m s.l.m. mit ca. 20 Einwohnern.
- Agliano, Ortsteil bei 1030 m s.l.m. mit ca. 10 Einwohnern.
- Campello Alto, namensgebender ehemaliger Hauptort mit ca. 500 Meter langer Stadtmauer und dem Ortseingangsturm Le Carceri (dt. Die Gefängnisse).
- Fontanelle, Ortsteil bei 653 m s.l.m. mit ca. 15 Einwohnern.
- La Bianca (früher auch La Macchia[3] und Campello Basso genannt), heutiger Verwaltungssitz, liegt bei 290 m s.l.m. und hat ca. 1900 Einwohner. Zum Ortsteil gehört Villa, ältester Teil des Ortsteils La Bianca.
- Lenano, Ortsteil bei 533 m s.l.m. mit ca. 65 Einwohnern.
- Pettino, Ortsteil bei 1074 m s.l.m. an den Bergen Monte Serano (1429 m), Monte Carpegna (1334 m) und Monte Vergozze (1331 m) mit ca. 75 Einwohnern. Gehörte bis 1925 zur Gemeinde Trevi und wurde dann Teil der Gemeinde Campello sul Clitunno.
- Pissignano, Ortsteil, der früher zu Spoleto und dem Kirchenstaat gehörte und seit dem 18. Jahrhundert zu Campello sul Clitunno gehört. Wurde früher Piscinianum (Piscina Jani, Piscina di Giano, dt. Bäder des Ianus) genannt.
- Spina, Ortsteil bei 885 m s.l.m. mit ca. 35 Einwohnern. Der Ortsteil ist aufgeteilt in den älteren Teil Spina Vecchia und in den neueren Spina Nuova, der sich bei 869 m s.l.m. befindet.

## Geschichte
Erste Siedlungen entstanden im 5. Jahrhundert v. Chr. durch die Etrusker. Schon zu dieser Zeit gab es keinen Hauptort, sondern viele kleine Siedlungen, die danach von den Römern übernommen wurden. Der namensgebende Ortsteil Campello Alto, damals Hauptort, entstand zwischen 921 und 925 durch Rovero Barone di Champeux, Baron von Borgogna (nahe Reims) und durch Lambert von Spoleto nach Italien gelangt. Durch ihn entstand die Grafenfamilie Conti di Campello, die das Lehen unter dem Namen Gualdi Ranieri betrieb. 1226 widersetzten sie sich Papst Honorius III., der sie daraufhin als Teufelskinder bezeichnete. 1341 wurde der Ort durch Pietro Pianciani für Spoleto eingenommen und verblieb dort bis zum November 1390, als die Grafen von Campello den Ort zurückeroberten und von Spoleto die Statuten und den Podestà zugestanden bekamen. Die Kommunalstatuten gab sich der Ort am 27. Februar 1569 unter dem Vorsitz von Cintio Campello, diese wurden 1570 von Spoleto bestätigt. Nach der Einheit Italiens stieg die Bevölkerungszahl von ca. 1600 zu ca. 2400 im Jahr 1951. Nach kurzzeitigem Tiefstand bei 1880 Einwohnern im Jahr 1971 stieg die Einwohneranzahl bis 2001 auf ca. 2350 Personen. 1926 wurde der Ort Ortsteil von Spoleto und blieb dort bis 1930, dann wurde er wieder eigenständige Gemeinde.

## Sehenswürdigkeiten

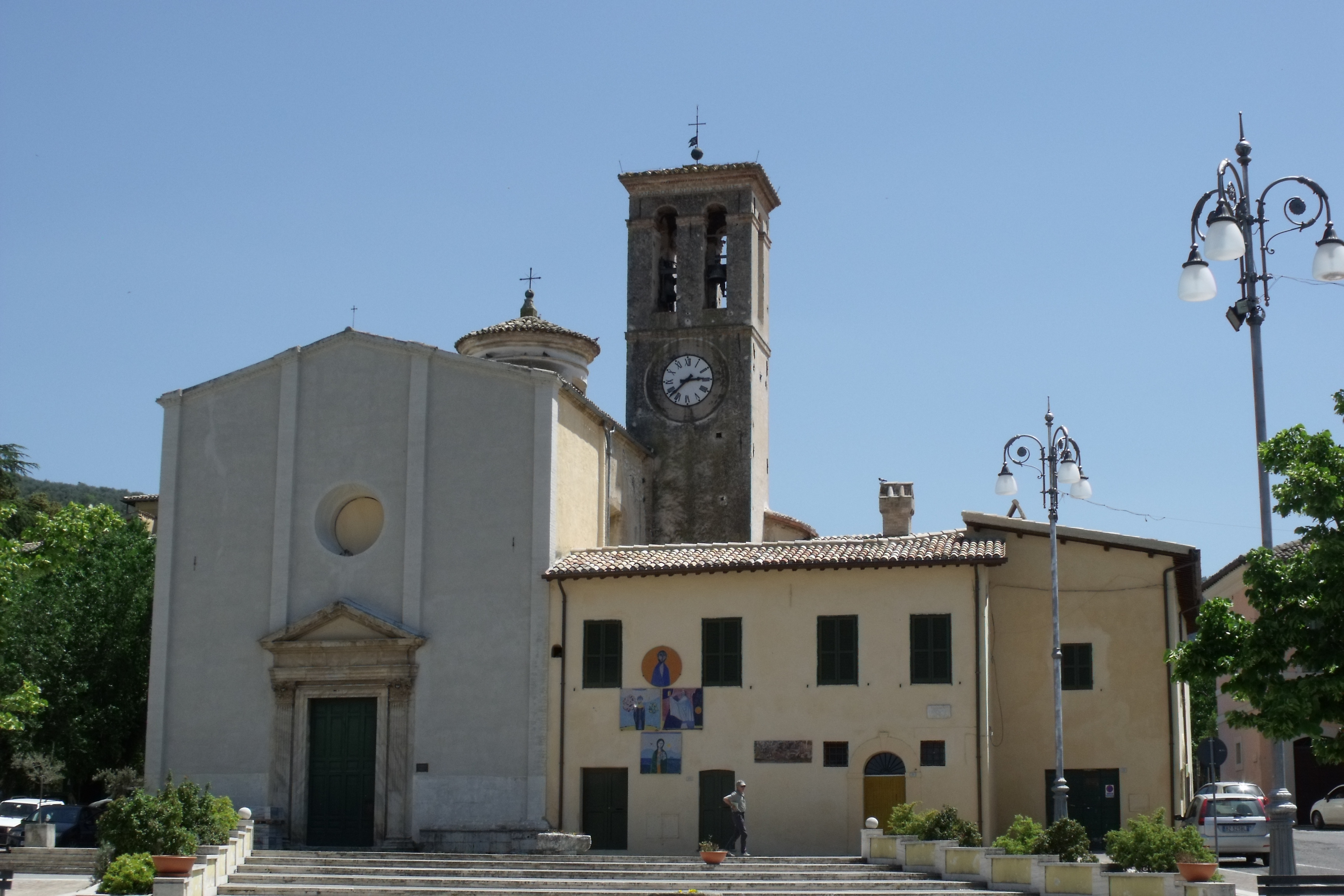
Das Sanktuarium und Kirche Madonna della Bianca im Ortsteil und Verwaltungssitz La Bianca

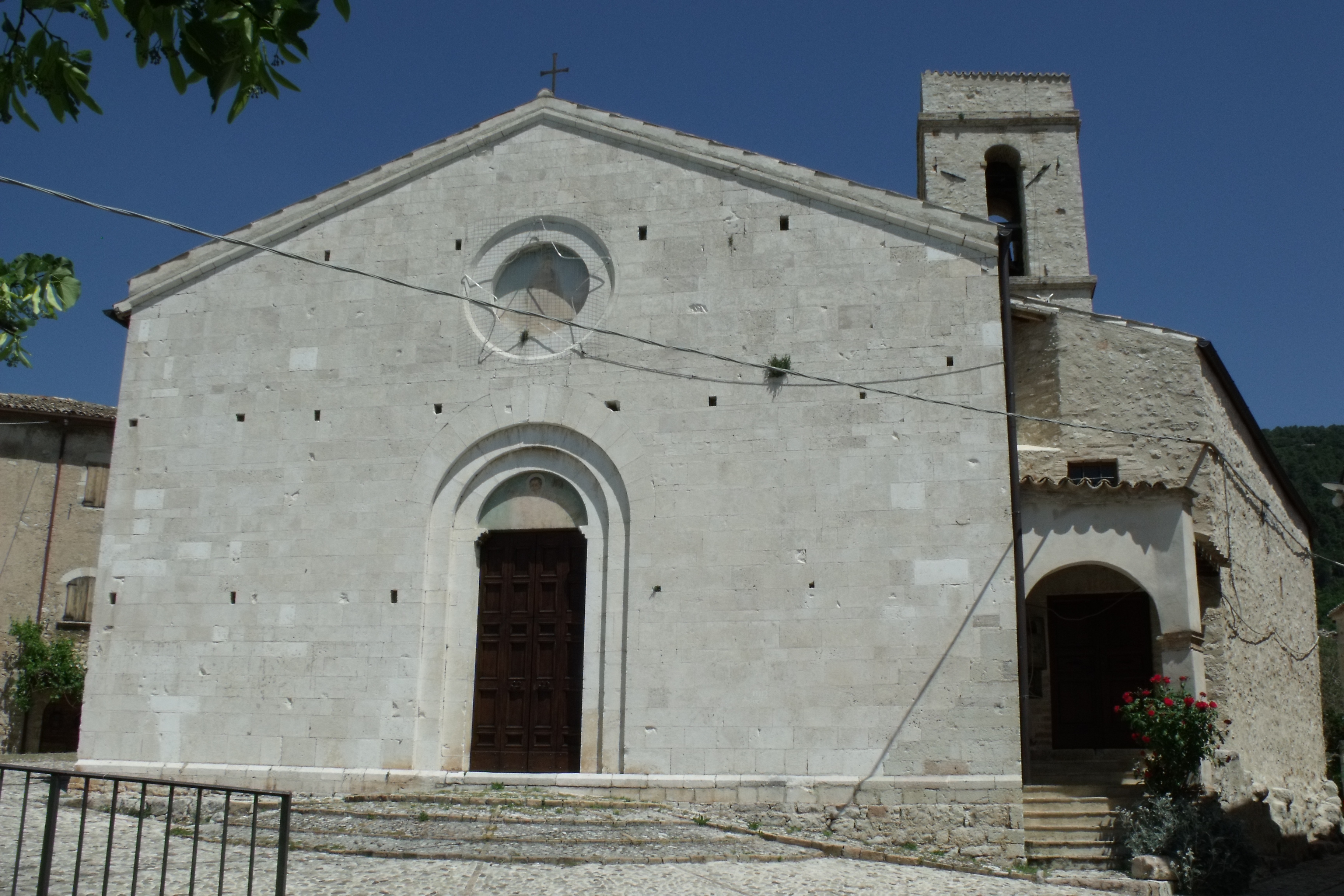
Die Kirche San Donato in Campello Alto

- Castello di Pissignano, Burg aus dem 12. Jahrhundert im gleichnamigen Ortsteil.
- Chiesa di San Biagio, Kirche aus dem 15. Jahrhundert im Ortsteil Acera.
- Chiesa di San Benedetto, Kirche im Ortsteil Pissignano, enthält Fresken aus dem 16. Jahrhundert von Fabio Angelucci da Mevale.
- Chiesa di San Donato, Kirche im namensgebenden Ortsteil Campello Alto aus dem 13. Jahrhundert.
- Chiesa di San Giovanni Battista, Kirchenruine in Campello Alto, von der heute nur noch das Portal existent ist. Entstand im Jahr 1332.
- Chiesa di San Lorenzo, Hauptkirche im Ortsteil Lenano. Entstand wahrscheinlich vor dem 13. Jahrhundert und enthält Werke, die dem Maestro di Eggi zugeschrieben werden.
- Chiesa dei Ss. Marco e Lorenzo, Kirche in Spina Nuova aus dem 15. Jahrhundert.
- Chiesa dei Ss. Pietro e Paolo (früher Beata Maria Vergine de montibus genannt), Kirche im Ortsteil Spina.
- Chiesa dei Santi Quirico e Giulitta, Kirche im Ortsteil Pettino
- Convento dei Padri Bernabiti, Kloster kurz unterhalb von Campello Alto. Enthält das Freska Madonna della Misericordia des Lo Spagna[5].
- Fonti del Clitunno, Zusammenfluss von mehreren kleinen Bächen, die den See bilden, aus dem der Fluss Clitunno entsteht.
- Santuario della Madonna della Bianca, 1516 entstandenes Sanktuarium im Ortsteil La Bianca. 1797 wirkte hier Giuseppe Valadier an den Altaren, zudem befinden sich Fresken von Lo Spagna im Innenraum (Annunciazione und Natività).
- Tempietto sul Clitunno (Tempel des Clitumnus), Kirche im Ortsteil Pissignano, heute auch Chiesa di San Salvadore genannt. Enthält Fresken des Lo Spagna aus dem Jahr 1528. Seit Juni 2011 gehört sie zu einer Gruppe von Gebäudeensembles, die unter dem Titel Die Langobarden in Italien, Orte der Macht (568 bis 774 n. Chr.) in die Liste des UNESCO-Welterbes aufgenommen wurde.

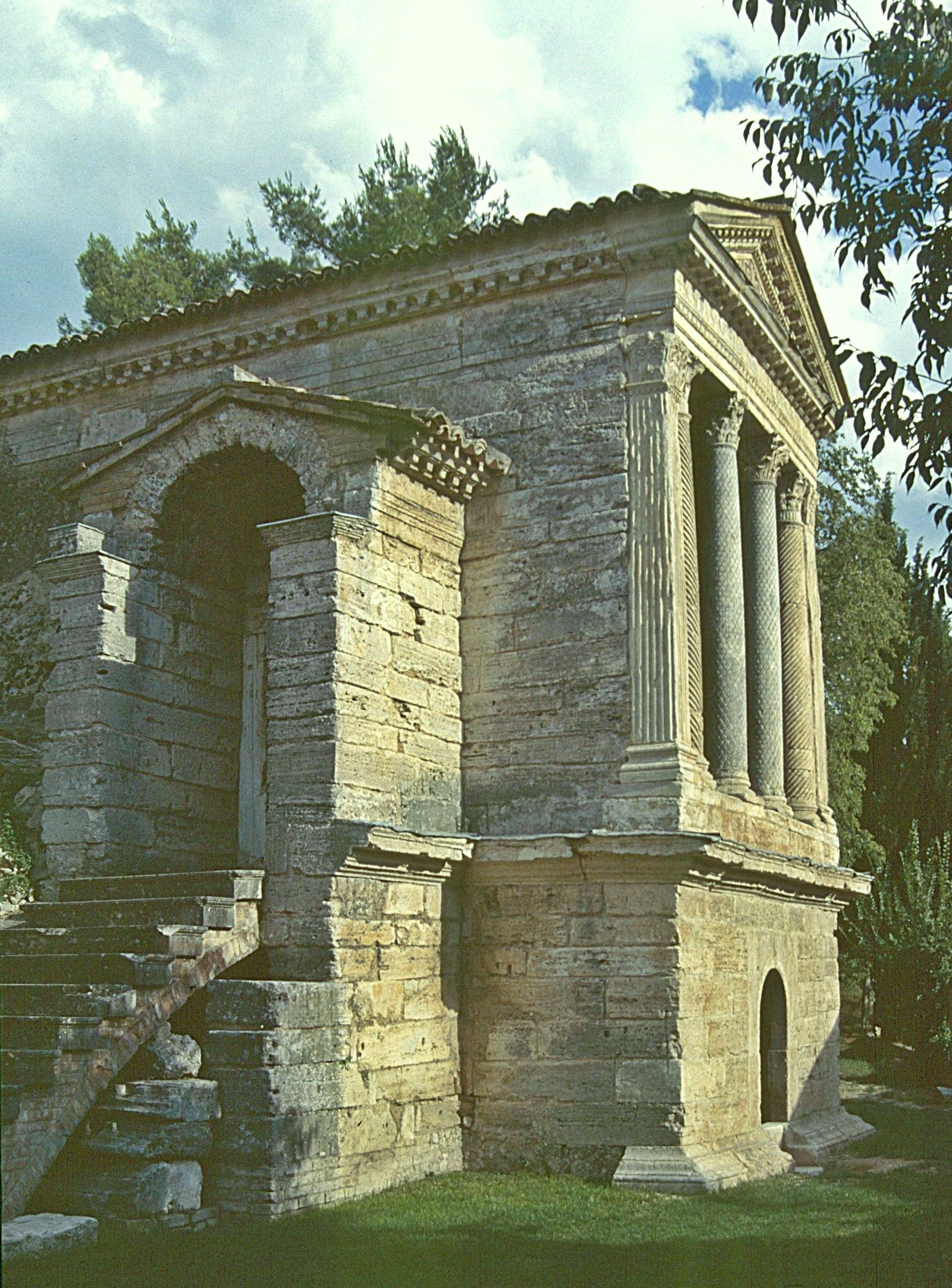
Tempel des Clitumnus

Nach Untersuchungen von Archäologen, die sich auf die Radiokarbonmethode stützen, ist der Tempietto zwischen dem späten 6. und dem späten 8. Jahrhundert entstanden und war von Anfang an als christliches Kultgebäude vorgesehen. Zum Bau insbesondere der Vorderseite wurde Material aus unterschiedlichen heidnischen Heiligtümern verwendet, was an der unterschiedlichen Schafthöhe der teils schuppenförmig, teils spiralig kannelierten Säulen erkennbar ist. Eine Inschrift auf dem Gebälk lautet „SCS DEUS ANGELORUM QUI FECIT RESURECTIONEM“ (Heiliger Gott der Engel, der die Auferstehung bewirkte). Das Tympanon enthält inmitten von Blumen und Trauben ein abgewandeltes Christusmonogramm (ein aufrechtes Kreuz verbunden mit dem griechischen Rho). In der Apsis sind blass die ältesten Fresken Umbriens zu sehen: der Erlöser in der Kalotte, darunter Petrus und Paulus.